# Уметбаево (Баймакский район)
Уметба́ево (баш. Өмөтбай) — деревня в Биляловском сельсовете Баймакского района Республики Башкортостан России.

## Географическое положение
Находится на берегу реки Сакмары.
Расстояние до:
- районного центра (Баймак): 76 км,
- центра сельсовета (Билялово): 6 км,
- ближайшей железнодорожной станции (Сибай): 115 км.

## История
В 1960 году Уметбаево переведено из Абзелиловского района в Баймакский, согласно указу Президиума Верховного Совета Башкирской АССР от 27 июня 1960 г. № 36-2/78 «О передаче Биляловского сельсовета Абзелиловского района в состав Баймакского района». Он гласил:
«Передать Биляловский сельсовет Абзелиловского района в составе населенных пунктов Баймурзино, Билялово, Верхне-Тагирово, Кипчаково, Нижне-Тагирово, Куль-Идель, Семяновка, Умитбаево и посёлок фермы Суванякского совхоза в состав Баймакского района» (текст по справочнику «История административно-территориального деления Республики Башкортостан (1708—2001). Сборник документов и материалов», Уфа: Китап, 2003. — 536 с. С.308).

## Население
| 2002 | 2009 | 2010 |
| ---- | ---- | ---- |
| 570  | ↗643 | ↘535 |

Национальный состав
Согласно переписи 2002 года, преобладающая национальность — башкиры (97 %).